# قیام ۱۵ خرداد
اعتراضات ۱۵ خرداد، معروف به قیام ۱۵ خرداد مجموعه وقایعی است که در خرداد سال ۱۳۴۲ در پی بازداشت روح‌الله خمینی، در انتقاد به لایحهٔ انجمن‌های ایالتی و ولایتی و انقلاب سفید رخ داد. این اعتراضات در شهرهای تهران، قم و ورامین علیه دولت اسدالله علم، در زمان پادشاهی محمدرضاشاه پهلوی برگزار شد و به درگیری بین مأموران شهربانی و اعتراض‌کنندگان ختم شد.
در دی‌ماه سال ۱۳۴۱ اصلاحات اقتصادی-اجتماعی توسط محمدرضاشاه با عنوان انقلاب سفید، اعلام و طی یک همه‌ پرسی تصویب شد. طرح انقلاب سفید با مخالفت‌هایی از سوی جبهه ملی و همچنین محافل مذهبی روبه‌رو شد. یکی از مهم‌ترین مخالفان این طرح‌ها، خمینی بود. وی ضمن مخالفت با موضوعاتی چون اصلاحات ارضی و حق رأی زنان به نفوذ بیشتر آمریکا در ایران معترض بود. اعتراضاتی که در خرداد ۱۳۴۲ در شهرهای بزرگ ایران رخ داد. برخی تحلیل‌ گران و خمینی نیز معتقد بودند که اعتراضات ۱۵ خرداد نقطه عطفی در آغاز انقلاب ۱۳۵۷ به‌شمار می‌رفت. پس از انقلاب ۱۳۵۷، روز ۱۵ خرداد به عنوان تعطیل رسمی در تقویم جمهوری اسلامی اعلام شد.

## پیش زمینه

### تصویب‌نامه انجمن‌های ایالتی ولایتی
قانون انجمن‌های ایالتی و ولایتی در نخستین دورهٔ مجلس شورای ملی به منظور تشکیل شوراهای استان و شهرستان به تصویب رسیده بود و تا زمان نخست‌وزیری اسدالله علم این قانون بدون تغییر مانده بود. قانون مذکور در ۱۵ مهر ۱۳۴۱ با ۹۲ ماده و ۱۷ تبصره از تصویب کابینه اسدالله علم گذشت و خبر آن در ۱۶ مهر در روزنامه‌های کیهان و اطلاعات منتشر شد. به موجب این مصوبه که در غیاب مجلس، حکم قانون را داشت، به زنان حق رأی داده می‌شد و همچنین شرط مسلمان بودن و سوگند به قرآن از شرایط انتخاب شوندگان حذف شد.
برخی می‌گویند: «شاه در پوشش تصویب این لایحه‌ها اهداف متفاوتی را دنبال می‌کرد، او می‌خواست علاوه بر سنجش میزان حساسیت روحانیون و توان مذهبی مردم، روحانیت و جریان مذهبی را در یک زورآزمایی کنار بزند تا مجبور به محافظه کاری در برابر آن‌ها نباشد. به همین منظور مطبوعات رسمی کشور با تیترهای درشت به انعکاس تصویب این لایحه‌ها و اخبار مربوط به آن پرداختند.» این تصویب‌نامه با اعتراض شدید بخشی از روحانیون مواجه شد. سید روح‌الله خمینی روحانیون تراز اوّل قم را به نشست‌ها و گفتگوهای متعدد برای لغو این تصویب‌نامه فراخواند، وی با تشریح آنچه که او نقشه‌های استعمار و توطئه‌های آنها می‌دانست، مسئولیت روحانیون را در قبال صیانت از اسلام و استقلال کشور یادآور شد و مقرر شد با ارسال تلگرافهایی به شاه، لغو فوری مصوبه مذکور درخواست شود.
روح‌الله خمینی در ۱۷ مهر ۱۳۴۱ ضمن تلگرافی به شاه از شرط نشدن اسلام برای رأی دهندگان و دادن حق رأی به زنها اظهار نگرانی کرد:
بسم اللّه الرحمن الرحیم
حضور مبارک اعلیحضرت همایونی
پس از اهدای تحیت و دعا، به‌طوری‌که در روزنامه‌ها منتشر است، دولت در انجمنهای ایالتی و ولایتی، «اسلام» را در رأی‌دهندگان و منتخبین شرط نکرده؛ و به زنها حق رأی داده است؛ و این امر موجب نگرانی علمای اعلام و سایر طبقات مسلمین است. بر خاطر همایونی مکشوف است که صلاح مملکت در حفظ احکام دین مبین اسلام و آرامش قلوب است. مستدعی است امر فرمایید مطالبی را که مخالف دیانت مقدسه و مذهب رسمی مملکت است از برنامه‌های دولتی و حزبی حذف نمایند تا موجب دعاگویی ملت مسلمان شود.

الداعی: روح‌اللّه الموسوی

شاه به تلگراف خمینی و دیگر علما بعد از یک هفته این گونه پاسخ داد:
«جناب مستطاب حجت الاسلام دامت افاضاته؛ تلگراف جنابعالی واصل شد، و از ادعیه خالصانه ای که اظهار داشته‌اید، خوشوقتی و امتنان داریم، پاره ای از قوانین که از طرف دولت صادر می‌شود چیز تازه ای نیست و یادآور می‌شویم که ما بیش از هر کس در حفظ شعائر دینی کوشا هستیم و این تلگراف برای دولت ارسال می‌شود، ضمناً توجه جنابعالی را به وضعیت زمانه و تاریخ و همچنین به وضع سایر ممالک اسلامی دنیا جلب می‌نمایم. توفیقات جناب مستطاب را در ترویج مقررات اسلامی و هدایت افکار عوام خواهانیم. ۲۳ مهر ۱۳۴۱ شاه»

در ۱۵ آبان ۱۳۴۱ روح‌الله خمینی دو تلگراف به شاه و اسدالله علم مخابره کرد که بخشی از تلگراف به شاه چنین بود:
آقای علم گمان کرده با تبدیل کردن قرآن مجید به کتاب آسمانی، ممکن است قرآن کریم را از رسمیت انداخت و اوستا و انجیل و بعضی کتاب ضاله و بعضی کتب را قرین آن یا به جای آن قرار داد. … این جانب به حکم خیرخواهی برای ملت اسلام، اعلیحضرت را متوجه می‌کنم به این که اطمینان نفرمایید به عناصری که با چاپلوسی و اظهار چاکری و خانه زادی، می‌خواهند تمام کارهای خلاف دین و قانون را کرده به اعلیحضرت نسبت دهند و قانون اساسی را که ضامن ملیت و سلطنت است با تصویبنامهٔ خائنانه و غلط از اعتبار بیندازند. .... از قوانین وخیمهٔ تخلف از قرآن و احکام علمای ملت و زعمای مسلمین و تخلف از قانون بترسید و بدون جهت مملکت را به خطر نیندازید والا علمای اسلام دربارهٔ شما از اظهار عقیده خودداری نخواهند کرد.
پس از وصول تلگراف شاه، جلسهٔ مشترک مراجع و علمای قم تشکیل شد و تصمیم گرفتند تلگراف‌هایی به علم مخابره کنند. خمینی در ۱۳۴۱/۷/۲۸ تلگرافی برای اسدالله علم در خصوص انجمن‌های ایالتی و ولایتی به شرح ذیل می‌فرستد:
«تهران جناب آقای اسدالله علم تعطیل طولانی مجلسین دیده می‌شود که دولت اقداماتی را در نظر دارد که مخالف شرع اقدس و مباین صریح قانون اساسی است. مطمئن باشید تخلف از قوانین اسلام و قانون اساسی و قوانین موضوعه مجلس شوری برای شخص جنابعالی و دولت ایجاد مسئولیت شدید در پیشگاه مقدس خداوند قادر قاهر و نزد ملت مسلمان و قانون خواهد کرد. ورود زنان به مجلسین و انجمن‌های ایالتی و ولایتی و شهرداری مخالف قوانین محکم اسلام که تشخیص آن به نص قانون اساسی محول به علمای اعلام و مراجع فتواست و برای دیگران حق دخالت نیست و فقهاء اسلام و مراجع مسلمین به حرمت آن فتوا داده و می‌دهند. در این صورت حق رأی دادن به زنها و انتخاب آن‌ها در همه مراحل مخالف نص اصل دوم از متمم قانون اساسی است… و نیز قانون مجلس… انتخاب کردن در انجمن‌های ایالتی و ولایتی و شهرداری را از زنان سلب کرده است…»
خمینی در ادامه به اسدالله علم گوش زد می‌کند که تبدیل سوگند به قرآن به کتب آسمانی تخلف از قانون اساسی است و تهدیدی برای اسلام و استقلال مملکت است؛ و در پایان یادآور می‌شود که:
«علما اعلام ایران و اعتاب مقدسه و سایر مسلمین در امور مخالفه با شرع مطاع ساکت نخواهند ماند و به حول و قوه خداوند تعالی امور مخالفه با اسلام رسمیت پیدا نخواهد کرد»
دایره احزاب شهربانی کل کشور در خصوص تلگراف خمینی به اسدالله علم نخست‌وزیر مبنی بر اعتراض به شرکت زنان در انتخابات انجمنهای ایالتی و ولایتی به دلیل مخالفت قوانین مذکور با شرع اسلام و قانون اساسی اعزام روحانیون به شهرستان‌ها و پیشنهاد به اصلاح لایحه مذکور مطابق با نظر ابوالحسن رفیعی قزوینی گزارش می‌دهد که:
«محترماً به استحضار می‌رساند که حسب‌الامر ساعت ۸:۳۰ روز ۱۳۴۱/۸/۶ مجدداً با سوژه ملاقاتی به عمل آمده و ضمن تسلیم ده برگ اعلامیه که متن تلگرافی آقای آیت‌الله خمینی به آقای نخست‌وزیر دربارهٔ عدم شرکت به بانوان در دادن رأی در انتخابات انجمن‌های ایالاتی و ولایتی می‌باشد و یک نسخه آن جهت استحضار به پیوست تقدیم می‌گردد اظهار داشت.
۱- بقرار اطلاع واصله عده‌ای از روحانیون را آماده نموده‌اند که برای تبلیغ عدم شرکت بانوان در دادن رأی در انتخابات انجمن‌های ایالتی و ولایتی به شهرستان‌ها اعزام دارند و عده‌ای از آنان اعزام شده‌اند

۲- در صورتی که دولت تصمیم بگیرد که باستناد نظریه علما و روحانیون اصلاحاتی در لایحه قانونی انتخابات انجمن‌های ایالتی و ولایتی به عمل آید شایسته است که آنچه نظریه دولت می‌باشد محرمانه اعلام دارند به وسیله بنده (یعنی خود سوژه) تقدیم محضر آیت‌الله ابوالحسن رفیعی قزوینی که از علما اعلام و مجتهدین جامع‌الشرایط که داری وجه خوب و محبوبیتی بین کلیه علما طراز اول می‌باشد و مخالف رویه آقای آیت‌الله خمینی و روحانیون همفکر او می‌باشد بنمایم و آیت‌الله به‌طور محرمانه و مؤدبانه از دولت بخواهد این اصلاحات را در لایحه مذکور به عمل آید و دولت هم جواب مثبت به تقاضای ایشان بدهد که این رویه یک حسن کلی دارد و آن این است که دولت من غیر مستقیم به آیت‌الله خمینی و همفکران ایشان پاسخ داده است که دولت به تهدید و ارعاب و تحریک آنان تسلیم نشده است و به حرف منطقی و مستدل رسیدگی نموده است. رئیس دایره احزاب. آریرین نژاد ۱۳۴۱/۸/۶»
در تلگرافی دیگری به علم اعلام می‌دارد که:
«جناب آقای اسدالله علم عطف به تلگراف سابق اشعار می‌دارد معلوم می‌شود شما بنا ندارید به نصیحت علما اسلام که ناصح ملت و مشفق امتند توجه کنید و گمان کردید ممکن است در مقابل قرآن کریم و قانون اساسی و احساسات عمومی مردم قیام کرد علما اعلام قم و نجف و سایر بلاد تذکر دادند که تصویبنامه غیرقانونی شما برخلاف شریعت اسلام و برخلاف قانون اساسی و قوانین مجلس است علما اعلام تذکر داده‌اند که ورود زن‌ها در انتخابات و الغا قید اسلام از منتخب و منتخب برخلاف اسلام و برخلاف قانون است اگر گمان کردید می‌شود با زور چند روز قرآن کریم را در عرض اوستای زرتشت و انجیل و بعضی کتب ضاله قرار داد و به خیال از رسمیت دادن قرآن کریم (که تنها کتاب بزرگ آسمانی چند صد میلیون مسلمان جهان) افتاده‌اید و کهنه پرستی را می‌خواهید تجدید کنید بسیار در اشتباه هستید اگر گمان کردید با تصویب‌نامه غلط و مخالف قانون اساسی می‌شود پایه‌های قانون اساسی را که ضامن ملیت استقلال مملکت است سست کرد و راه را برای دشمنان خائن اسلام و ایران باز کرد بسیار در خطا هستید اینجانب مجدداً به شما نصیحت می‌کنم که به اطاعت از خدای متعال و قانون اساسی گردن نهیدو از عواقب وخیمه تخلف از قرآن و احکام علما ملت و زعماء مسلمین و تخلف از قانون اساسی بترسید و عمداً و بدون موجب مملکت را به خطر نیندازید و الا علما اسلام دربارهٔ شما از اظهار نظر خودداری نخواهند کرد.» والسلام علی من اتبع الهدی. روح‌الله الموسوی الخمینی.
مبارزهٔ پیگیر خمینی، مراجع تقلید و دیگر علما سرانجام شاه و دولت را وادار به عقب‌نشینی و اعلام لغو تصویب‌نامه کرد.
در ۷ آذر ۱۳۴۱ اسدالله علم نخست‌وزیر وقت در تلگرافی به علمای قم، لغو مصوبه انجمن‌های ایالتی و ولایتی را اعلام کرد.

### انقلاب سفید
در دی ماه ۱۳۴۱ طرحی جدید توسط شاه با عنوان انقلاب سفید یا «انقلاب شاه و مردم» با اصولی شش‌گانه اعلام شد. این منشور شش ماده‌ای شامل اصلاحات ارضی، ملی کردن جنگل‌ها و مراتع، فروش کارخانه‌های دولتی به بخش خصوصی، سهیم شدن کارگران در سود کارخانه‌ها، اعطای حق رای به زنان و ایجاد «سپاه دانش» می‌شد. شاه از مردم درخواست کرد که به پای صندوق‌ها آمده و به آن رأی بدهند.
طرح‌های انقلاب سفید، با مخالفت‌هایی از سوی جبهه ملی ایران و همچنین محافل مذهبی، روبرو شد. در فاصله کمتر از یک دهه پس از کودتای ۲۸ مرداد ۱۳۳۲، روابط شاه و روحانیون مسالمت‌آمیز بود، ولی اتخاذ این طرح‌ها و همچنین به رسمیت شناختن دولت اسرائیل توسط حکومت وقت بر این دوره کوتاه از روابط حسنه شاه و علما، مهر پایان گذاشت.
در میان معترضان، چهره مخالف جدیدی به نام روح‌الله موسوی خمینی خود را در اذهان، مطرح ساخت. این روحانی در مدرسه فیضیه قم به تدریس فلسفه و فقه می‌پرداخت. وی سخنرانی‌های انتقادی خود را از سال ۱۳۴۱ آغاز کرده بود و در آن هنگام بیش از شصت سال داشت. خمینی این اصلاحات را بیش از هر چیز به سود شاه و سلطنت او و زمینه‌ای برای نفوذ بیشتر آمریکا و اسرائیل به ایران می‌دانست. بنابراین او در نشست علمای قم، خواهان تحریم رفراندوم شد. شاه وارد قم شد تا نظر موافق علمای دین در مورد برنامه‌های خود را بگیرد. سرانجام این رفراندوم انجام شد و رسانه‌های دولتی خبر از تصویب آن با اکثریت آراء دادند.
در همه‌پرسی ۶ بهمن، شش اصل انقلاب سفید به آرای ملت ایران گذاشته شد و ملت ۵٬۵۹۸٬۷۱۱ رأی موافق و ۴٬۱۱۵ رأی مخالف به صندوق‌ها ریختند. به فاصله چند روز پس از آن، خمینی مردم ایران را به مبارزه منفی علیه حکومت فراخواند و شاه را به تمکین در برابر اسلام و علماء فراخواند. شاه نیز در ۲۳ اسفند آن سال در سخنانی تند، کسانی را که رفراندوم را تحریم کرده بودند به سرکوب و شدت عمل تهدید کرد. متقابلاً خمینی، طی بیانیه‌ای نوروز سال جدید، یعنی ۱۳۴۲ را عزای عمومی اعلام کرد. او در این بیانیه از انقلاب سفید شاه به «انقلاب سیاه» تعبیر کرد و آن را هم‌سو با اهداف آمریکا و اسرائیل دانست.

### حادثهٔ مدرسهٔ فیضیه
در ۲ فروردین ۱۳۴۲، برابر با ۲۵ شوال ۱۳۸۳ هجری قمری، سالگرد کشته‌شدن امام ششم شیعیان و مطابق معمول، مجالس بسیاری به همین مناسبت در قم برگزار شده بود. خانه خمینی در محلهٔ «یخچال قاضی» نیز مملو از عزاداران بود، شماری از مأموران مخفی با لباس شخصی نیز در جمعیت درصدد راه‌اندازی اغتشاش و هیاهو در مجلس بودند. خمینی، متوجه حضور مشکوک آن‌ها شد؛ و از طریق یکی از روحانیان هشدار داد که برای سخنرانی در حرم فاطمه معصومه حاضر خواهد شد. این اقدام وی موجب دفع اهداف مأموران شد.
عصر همان روز به دعوت سید محمدرضا گلپایگانی، مجلسی در مدرسهٔ فیضیه برگزار شد. مأموران مذکور در اواسط سخنرانی، وارد شدند و طلاب را مورد حمله قرار دادند. زد و خورد بین طلاب و مأموران مخفی شدت گرفت. در این هنگام، نیروهای مسلح وارد درگیری شدند و گروه بسیاری از طلاب را زخمی و مجروح کردند.
در زمان حمله به فیضیه، خمینی برای حضور در مدرسه به راه افتاد، اما حاضران او را از این تصمیم منصرف کردند. خمینی همان‌جا در یک سخنرانی از شخص شاه به‌عنوان عامل اصلی جنایت و هم‌پیمان با آمریکا و اسرائیل یاد می‌کند و از سکوت علمای قم و نجف و دیگر کشورهای اسلامی گلایه می‌کند و می‌گوید: «امروز سکوت، همراهی با دستگاه جبار است.» روز بعد، خمینی بیانیه‌ای را با عنوان «شاه‌دوستی یعنی غارتگری» منتشر کرد که در انقلاب جایگاه ویژه‌ای دارد. در این اعلامیه، او به محاکمهٔ حکومت شاه پرداخت و «تقیه» را در آن شرایط حرام دانست.
پس از این وقایع، شاه خدمت نظام وظیفه را برای طلاب جوان الزامی‌کرد. این کار، یعنی برتن کردن لباس نظامی و خدمت زیر پرچم شاهنشاهی که برای طلاب مخالف بسیار دشوار و سخت بود. اما خمینی پیکی به سربازخانه‌ها فرستاد و از طلاب درخواست کرد که «تزلزل به خود راه ندهند» و «از این فرصت برای تقویت جسم و روح خود استفاده کنند.» خمینی در چهلم حادثهٔ فیضیه، دولت آن زمان را محکوم کرد که به فرمان آمریکا و اسرائیل، خواهان از ریشه‌برکندن اسلام است و خود را مصمم به مبارزه با این امر نشان داد.

### سخنرانی روز عاشورا

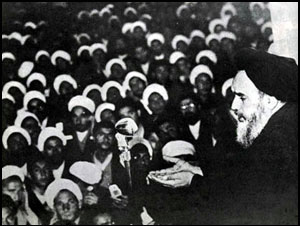
سخنرانی علیه شاه ۱۳ خرداد ۴۲

در فاصلهٔ میان حادثهٔ مدرسهٔ فیضیه و آغاز ماه محرم، یعنی ۲ فروردین تا ۴ خرداد ۱۳۴۲ مبارزات خمینی در قالب صدور اعلامیه‌های متعدد بود. اما با آغاز ماه محرم، اعتراضات رفته‌رفته به یک قیام تبدیل شد.
سخنرانی سید روح‌الله خمینی در ۱۳ خرداد ۱۳۴۲ در قم به مناسبت دهم محرم یا عاشورای حسینی توهین‌آمیز و آتشین بود. خمینی پس از اشاره به واقعهٔ کربلا و گریاندن حاضران، حادثه مدرسه فیضیه را به کربلا تشبیه کرد و گفت:
 .. من به شما نصیحت می‌کنم آقای شاه، من به تو نصیحت می‌کنم دست از این اعمال بردار من میل ندارم که اگر روزی اربابها بخواهند تو بروی مردم شکرگزاری کنند… من نمی‌خواهم تو اینطور باشی من میل ندارم تو مثل پدرت بشوی، نصیحت مرا بشنو، از علمای اسلام بشنو، اینها صلاح ملت را می‌خواهند، اینها صلاح مملکت را می‌خواهند، از اسراییل نشنو، اسراییل به درد تو نمی‌خورد، قرآن به درد تو می‌خورد.
بدبخت بیچاره چهل و پنج سال از عمرت می‌رود، یک‌کمی تأمل کن، یک‌کمی تدبیر کن، یک قدری عواقب امور را ملاحظه کن، کمی عبرت بگیر، عبرت از پدرت بگیر، اگر راست می‌گویند که تو با اسلام و روحانیت مخالفی، بد فکری می‌کنی، اگر دیکته می‌کنند و به دست تو می‌دهند در اطراف آن فکر کن. چرا بی تأمل حرف می‌زنی؟ آقای شاه! اینها می‌خواهند تو را یهودی معرفی کنند که من بگویم کافری تا از ایران بیرونت کنند و به تکلیف تو برسند… … مگر با رفتن چند زن به مجلس مملکت مترقی می‌شود؟ مملکت با برنامه‌های اسراییل درست نخواهد شد…
صبح روز عاشورا ۱۳ خرداد مردم تهران به ویژه بازاریان دست به راه‌پیمایی زدند. تظاهرکنندگان در برابر کاخ مرمر توقف کردند و فریاد مرگ بر دیکتاتور می‌دادند. جمعیتی که از جانب مقامات دولتی به پنج هزار نفر تخمین زده شده بود، در مسجد حاج آقا ابوالفتح اجتماع کردند. یک آخوند دربارهٔ واقعه مدرسه فیضیه گفت که شمار جمعیت را در ساعت ۹ به تفاوت بین ۲۰۰۰ تا ۲۰۰۰۰ برآورد کردند. این جمعیت در صف‌های ۸ نفری به راه افتادند و دست به راه‌پیمایی و تظاهرات زدند و در مسیرهای ری، امیرکبیر، بهارستان، مخبرالدوله، استانبول، فردوسی، شاهرضا، ۲۴ اسفند، سی متری، سپه و میدان توپخانه حرکت کردند. در چندین نقطه افرادی سخنرانی کردند و درخواست لغو تساوی حقوق زنان را کردند. در میدان توپخانه مأموران انتظامی جدی وارد عمل شدند و آن‌ها را متفرق کردند.
روز بعد، محمدجواد باهنر از آخوندهایی که در روزهای سوگواری در منبرها مردم را به تظاهرات دعوت می‌کردند و هم چنین مرتضی مطهری از جانب مأموران شهربانی دستگیر شدند.

## دستگیری روح‌الله خمینی و بروز تظاهرات

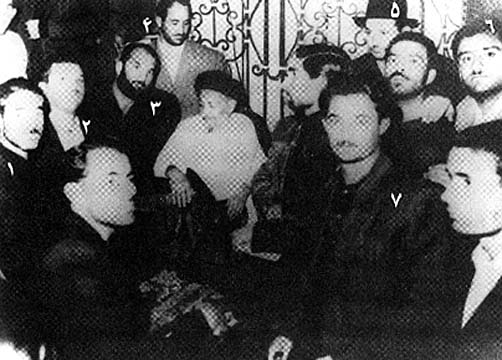
طیب حاج‌رضایی با کلاه مخملی در کنار ابوالقاسم کاشانی

ساعت ۳ بامداد ۱۵ خرداد، چند مأمور در تاریکی شب و پس از محاصرهٔ خانه خمینی، به درون خانه ریختند و او را دستگیر کرده و ابتدا به بازداشتگاه باشگاه افسران و س‍پس غروب روز بعد، به زندان قصر واقع در تهران بردند.
بعد از انتقال خمینی به تهران، خبر دستگیری او ابتدا در قم و سپس در شهرهای دیگر به سرعت پیچید و واکنش‌هایی را به‌دنبال داشت. مردم در تهران، قم، شیراز، مشهد و ورامین و پیشوا به خیابان‌ها ریختند و شعارهایی نظیر «یا مرگ یا خمینی» سردادند. این قیام‌ها توسط نیروهای امنیتی سرکوب شد.
تظاهرات تا دو روز بعد از ۱۵ خرداد نیز ادامه یافت و ۳۲ نفر در این تظاهرات کشته شدند.
در تهران از ساعت ۹ صبح خبر بازداشت خمینی پخش شد. دانشجویان با شعار "خمینی را آزاد کنید" به خیابان‌ها ریختند. نخستین کانون اغتشاش در تهران میدان بارفروشان بود و گروهی به سرکردگی قمه‌کش معروف تهران طیب حاج رضایی به راه افتاده بودند. طیب از افراد شرور و چاقوکش و متهم به قتل نفس بود و پنج سال هم در زندان به سر برده بود. طیب صاحب چند شیره‌کش خانه در تهران بود. در روز ۱۵ خرداد، طیب عامل مؤثر اغتشاش‌ها، آتش زدن کلوب‌ها و بانک‌ها و تاراج مغازه‌ها بود. به نقل از روزنامه جمهوری اسلامی در شماره ۱۴ خرداد ۱۳۶۲ تظاهرکنندگان را بین ۵۰۰ تا ۵۰۰۰ در نقاط مختلف شهر تخمین زده‌اند تنها در یک جا از ۸۰۰۰ نفر در میدان ژاله یاد می‌شود؛ علیرغم این که هرآنکس که میدان ژاله را دیده باشد متوجه می‌شود این میدان گنجایش چنین جمعیتی را ندارد. مرکز اصلی تظاهرات از یک طرف جلوی بازار و میدان ارگ بود. حرکت برنامه‌ریزی شده بود و حمله به اداره انتشارات و رادیو و مرکز تسلیحات ارتش و کلانتری‌ها برای دستیابی به سلاح گرم بود. تعدادی اتومبیل و سایر وسایل نقلیه پلیس و ماشین‌های آتش‌نشانی به آتش کشیده‌شد. به ویژه در میدان ارگ تعدادی از نیروهای انتظامی و تظاهر کنندگان کشته شدند. این حمله‌ها به تسلیحات ارتش و کلانتری‌ها و اداره انتشارات و رادیو با وجود مقاومت مأموران چند بار تکرار شد. تظاهرات دیگر در نقاط گوناگون شهر چون میدان شوش، چهارراه شاه، میدان قزوین و سی متری به راه افتاد. حمله به روزنامه‌های اطلاعات، کارخانه پپسی کولا، بانک‌ها، کاخ دادگستری، آتش زدن مکان‌های عمومی و کتاب‌خانه‌ها، آتش زدن خانه‌های مردم، آتش زدن باشگاه جعفری، حمله و آتش زدن مرکز فرهنگی ایران و آمریکا، خراب کردن کیوسک‌های تلفن، تخریب وسایل حمل و نقل عمومی، مضروب کردن زنان بی‌حجاب همه برای رسیدن به منظور اصلی یعنی پراکنده‌ساختن نیروهای انتظامی و بهم ریختن نظم کشور بوده است. شعارها "مرگ بر این دیکتاتور خون‌آشام " و "یا مرگ یا خمینی" بود برخلاف ادعاهای مکرر که حرکت را حرکتی خود جوش معرفی می‌کنند، این حرکت خیلی بیشتر به یک حرکت برنامه‌ریزی شده با حمله‌های پیاپی به اداره انتشارات و رادیو و مرکز تسلیحات ارتش و کلانتری‌ها برای دسترسی به اسلحه گرم بود.

نشریه ایرانشهر متعلق به کمیسیون ملی یونسکو در ایران در شماره ۲۲ خود در ۱۳۴۳ در مورد حادثه ۱۵ خرداد می‌نویسد: 
از ۱۱ تا ۱۵ خرداد ۱۳۴۲ به مناسبت ایام عزاداری ماه محرم تظاهراتی در مشهد و قم و شیراز و تبریز و تهران روی داد که البته جنبه سیاسی داشت. به دنبال این تظاهرات، بعضی از علما و روحانیان قم و مشهد و شیراز و تبریز به تهران تبعید و بازداشت شدند. این اغتشاشات که با قتل پاسبانی در مشهد آغاز گردیده بود سرانجام به تهران سرایت و رفته رفته شدت گرفت به‌طوری‌که در پانزدهم خرداد در تهران به آتش زدن بعضی از موسسات و اتومبیل‌ها و قتل و جرح و کشتار جمعی از مردم بی‌گناه منجر گردید و عده‌ای که به عنوان عزاداری پیراهن سیاه برتن داشتند، دست به تظاهرات دامنه‌داری زده و شروع به دادن شعارهایی بر ضد دولت کردند. چون کار فتنه بالا گرفت، دولت با قوه قهریه، نایره عصیان را فرونشاند و در شهرهای تهران و شیراز به‌طور موقت حکومت نظامی اعلام کرد. از روز ۱۶ خرداد قوای دولتی مسلط بر اوضاع شدند و افراد دستگیرشده به دادگاه‌های نظامی تحویل گردیدند که دوتن از آنان نیز محکوم به اعدام گشتند. بنا به آمار رسمی دولتی، نتیجه این حوادث هشتاد و شش تن کشته و یکصد و نود و سه تن مجروح بوده است. طبق اظهارنظر سازمان‌های انتظامی کشور، این تظاهرات به تحریک عده‌ای از مخالفین دولت برای جلوگیری از اصلاحات و اخلال در راه پیشرفت مملکت بوده است.
اسدالله علم پیش‌بینی کرد که اینبار مسئله بغرنج خواهد بود بنابراین به تدارک گسترده برای مواجهه با آن دست زد و در گفتگویی با شاه در مورد تظاهرات آینده می‌گوید «... باید بزنیم» و در برابر پرسش شاه که چگونه باید زد پاسخ می‌دهد «... یعنی با گلوله بزنیم اگر موفق شدیم که چه بهتر، وگرنه مرا مسئول معرفی کنید»
اسدالله علم با شدت عمل و با سرکوب معترضان در روزهای ۱۵ و ۱۶ خرداد و اعلام حکومت نظامی و بازداشت جمعی از میدان‌داران و وعظ کنندگان و بازاریان به این بلوا پایان داد. شماری از شورشگران و نیروهای نظامی کشته و مجروح شدند. نهضت آزادی در ۱۹ خرداد اعلامیه‌ای به مردم مسلمان ایران نوشت و در آن شمار مقتولان و مجروحان در شهرهای مختلف را بیش از ده هزار نفر قلمداد کرد و افزوده بود «شما مردم مسلمان ایران می‌دانید که قیام مراجع عالیقدر و روحانیون بزرگوار علیه مظالم دستگاه حاکمه و دیکتاتوری است و به هیچ وجه این مبارزهٔ مقدس با موضوعات ظاهری اصلاحات ارتباط ندارد». با اینحال محمد باهری وزیر دادگستری وقت، شمار کشته شدگان را طبق بررسی‌های وزارت دادگستری و گزارش پزشکی قانونی نود نفر اعلام کرده است.

## حوادث پس از اعتراضات

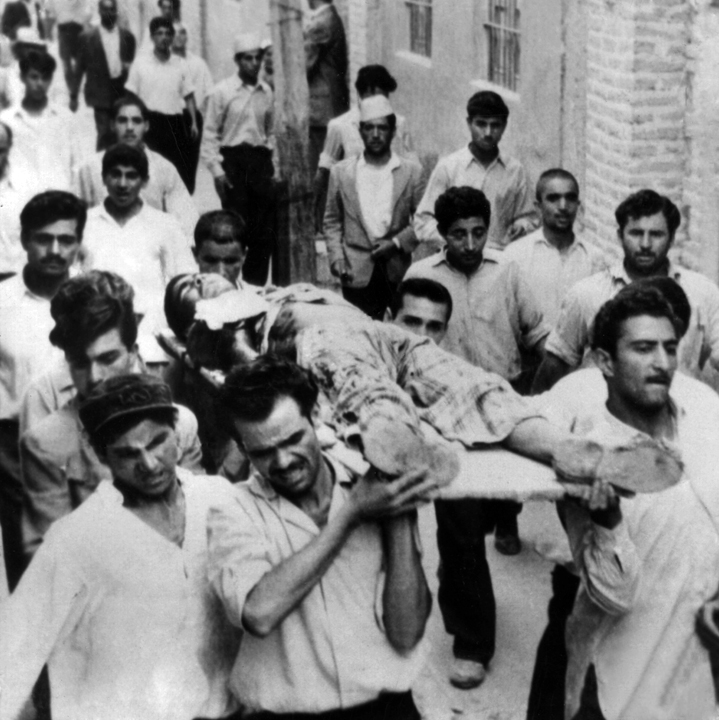
معترضان در حال حمل پیکر یکی از جانباختگان

قیام از روز جمعه ۱۷ خرداد ظاهراً پایان گرفته بود. روزنامه فرانسوی لوموند در شماره ۸ ژوئن ۱۹۶۳ برابر با ۱۸ خرداد ۱۳۴۲ از قول خبرگزاری فرانسه از تهران نوشت:
به موجب اطلاعات رسیده از تهران، به نظر می‌رسد که آرامش به قلمرو ایران بازگشته است، در شهر تهران مرکز شهر همچنان به وسیله نیروهای ارتشی که راه بازار و محلات جنوبی شهر را سد کرده‌اند، در اشغال است، سربازان در داخل بازار و اطراف مسجدها مستقر هستند، وزارت خانه‌ها، پست خانه‌ها و ساختمان‌های رادیو تحت محاصرهٔ نیروهای نظامی است…
علی‌نقی عالیخانی، وزیر اقتصاد کابینه علم، که ویراستاری یادداشت‌های علم را بر عهده دارد، در مقدمه‌ای که بر این یادداشت‌ها نگاشته اشاره‌ای به این رویداد می‌کند. پس از ۱۵ خرداد علم به وزیران اقتصاد، دادگستری و کشور مأموریت داد که میزان تلفات جانی و مالی این رویداد تاسف‌آور را روشن کنند. این وزیران گروهی از خوش نامترین افراد را به عنوان نماینده خود برگزیدند. این گروه پس از چندین هفته بررسی دقیق پیشنهاد جامعی به نخست‌وزیر دادند. دولت علم بر همین پایه برای خانواده‌هایی که سرپرست خود را از دست داده بودند، مقرری تعیین کرد و هزینه تحصیلی کودکان خانواده را بر عهده گرفت. تا فرارسیدن انقلاب هنوز خانواده‌هایی بودند که از این بابت از نخست‌وزیری حقوق ماهیانه دریافت می‌کردند.
در ۲۶ خرداد روزنامه‌های تهران به نقل از مقامات دولتی خبری به این شرح نوشتند:
در تاریخ یازدهم خرداد شخصی به نام عبدالقیس جوجو، از لبنان وارد فرودگاه مهرآباد تهران گردید و چون مورد سوءظن مأموران گمرک قرار گرفته بود، تحت بازجویی و وارسی قرار گرفت و مبلغی معادل یک میلیون تومان از او بدست آمد که پس از تحقیقات اعتراف کرد که مبلغ مزبور را از طرف جمال عبدالناصر برای افراد معینی در ایران آورده است. تفصیل این جریان به زودی در معرض اطلاع عموم قرار داده خواهد شد.
در ۲۹ تیر ۱۳۴۲ دولت شماری از بازاریان و آخوندها از جمله فلسفی و صادق خلخالی را آزاد کرد. ولی خمینی و قمی و محلاتی در بازداشت ماندند. تنها چند نفر از مسولان مستقیم در تظاهرات و اعتراضات مانند طیب حاج‌رضایی و برادرش به محاکمه کشیده شدند.
این‌طور به نظر می‌رسید که حکومت تصمیم داشت خمینی را پس از محاکمه اعدام کند.
تا این‌که اعلامیه‌ای به امضای علما و مراجع و به ابتکار حسینعلی منتظری و امضای مهاجرین تهیه و منتشر شده‌بود، به صراحت مرجعیت خمینی را تأیید کرده و بعد از بیان شمول قانون مراجع و مصونیت خمینی از حکم اعدام، خواهان آزادی او شده بود.
سرانجام پس از اعتراضات زیاد خمینی با اسکان در خانه یکی از متدینین در تهران از زندان آزاد شد.
در ۱۷ اسفند ۱۳۴۲ کابینه اسدالله علم کنار رفت و حسنعلی منصور به نخست‌وزیری برگزیده شد. منصور در سخنرانی خود در ۱۶ فروردین ۱۳۴۳ کوشش کرد تا با روحانیون از در آشتی در آید. ۱۷ فروردین جواد صدر، وزیرکشور، در قیطریه به دیدار خمینی رفت و از طرف دولت آزادی او را اعلام کرد. ۱۸ فروردین روح‌الله خمینی به خانه‌اش در قم بازگردانده شد.

## آغاز اعتراضات

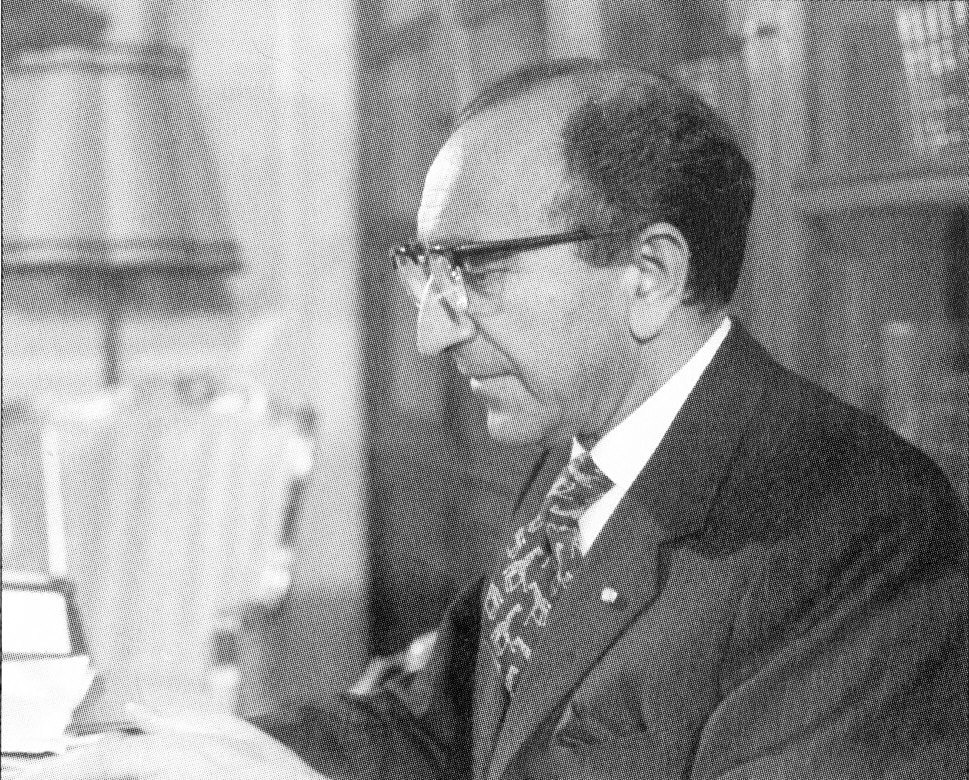
اسدالله علم

### مطبوعات
یازده آذر خمینی با انتقاد از مطبوعات سخنرانی تندی علیه دولت ایراد نمود: 
... چرا دولت مطبوعات را وامی‌دارد که به روحانیت و مقدسات اسلام اهانت کنند؟ و چرا دولت جشن ۱۷ دی را تدارک می‌بیند و بعد از این سخنرانی به مقامات دولتی پیغام داد که هرگاه بخواهند در روز ننگین ۱۷ دی بساط برپا کنند، علمای اسلام آن روز را به مناسبت فاجعهٔ مسجد گوهرشاد، عزای ملی اعلام می‌کنند.
معاون نخست‌وزیر به قم رفت و طی دیدارهایی با آقایان علما از آن‌ها پوزش خواست و حمله‌های روزنامه‌ها را متوقف کرد.

### ۱۹ دی ۱۳۴۱
در ۱۹ دی ۱۳۴۱ محمدرضا شاه پهلوی موضوع همه‌پرسی برای تصویب منشور ششگانه انقلاب شاه و مردم را اعلام کرد.

خمینی دوباره به سراغ آیات عظام رفت که باید با این همه‌پرسی مبارزه کرد ولی موفق نشد آن‌ها را برانگیزاند. سرانجام روح‌الله کمالوند از علمای خرم‌آباد به نمایندگی از طرف روحانیون قم به دیدار پادشاه رفت. نویسنده کتاب نهضت خمینی گفته‌های شاه را در این ملاقات چنین نقل می‌کند: 
... اگر آسمان به زمین بیاید و زمین به آسمان برود من باید این برنامه را اجرا کنم…

### ۱ بهمن ۱۳۴۱
روز اول بهمن ۱۳۴۱ خمینی فتوایی علیه همه‌پرسی داد و همه‌پرسی را غیرقانونی خواند از جمله :
 … اینان اگر برای ملت کاری می‌خواهند انجام دهند چرا به برنامه اسلام و کارشناسان اسلامی رجوع نکردند و نمی‌کنند تا با اجرای آن برای همه طبقات زندگی مرفه تأمین شود و در دنیا و آخرت سعادتمند باشند… این رفراندوم اجباری مقدمه‌ای برای از بین بردن مواد مربوط به مذهب است و علمای اسلام وظیفه دارند که هر وقت برای اسلام و قرآن احساس خطر کردند به مردم گوشزد نمایند ...
این به صورت اعلامیه‌ای در روز ۲ بهمن ۱۳۴۱ در تهران و شهرستان‌ها پخش شد.
ساعتی بعد، در تهران، بعضی دکان‌های جنوب شهر بسته شد. جمعیتی به خانه سید احمد خوانساری رفتند و از وی خواستند که در تظاهرات علیه همه‌پرسی شرکت کند. او نیز قبول کرد و پیشاپیش جمعیت به خانه سید محمد بهبهانی رفت. در خانه بهبهانی فلسفی واعظ، پشت میکروفن رفت، عمامه‌اش را به علامت خروش و عزا باز کرد و از خطراتی که اسلام را تهدید می‌کند سخن گفت و فریاد کرد:
... اگر شما بدانید زیر سرپوش این رفراندوم چه جنایتی می‌خواهند مرتکب شوند، دیوانه می‌شوید با این رفراندوم یک بار دیگر می‌خواهند حسین را بکشند، زینب را اسیر کنند و صحرای کربلایی بر پا کنند. شما وظیفه دارید امروز در سراسر تهران فریاد بزنید که ایران کشور خفقان است. مرگ بر خفقان، بازار هم امروز برای مدت سه روز به نشانی اعتراض به رفراندوم غیرقانونی تعطیل خواهد بود…
در قم، روز ۲ بهمن بازار بسته شد و مردم زیادی در خانه خمینی اجتماع کردند. او برای مردم صحبت کرد و از مغازه‌داران خواست که همانند بازاری‌ها مغازه‌هایشان را ببندند و در روز ۴ بهمن که شاه قرار بود به قم بیاید از خانه‌ها بیرون نروند.

### ۳ بهمن ۱۳۴۱
روز سوم بهمن هزاران کشاورز به تهران آمدند و در کمال نظم و آرامش به تظاهرات آرام به پشتیبانی دولت دست زدند. در همین روز بانوان آموزگار دست از کار کشیدند و اعلامیه‌هایی با شعارهای «زنان ایران به پا خیزید» و هم چنین شعار «ما را در ردیف ورشکستگان و جنایتکاران قرار ندهید» پخش کردند. تظاهرات ۳ بهمن علیه همه‌پرسی در تهران از بازار آغاز شد و به دانشگاه تهران کشیده‌شد.
روزنامه اطلاعات شماره ۳ بهمن ۱۳۴۱ رویداد را چنین بیان کرد:
... یک مقام مطلع به خبرنگار ما گفت: طلاب و معلمین به حالت اجتماع به منزل حضرت آیت‌الله بهبهانی رفتند و … از مجموع گزارش‌های واصله چنین معلوم شده که منظور اصلی از این اجتماع و بستن بازار این بوده که املاک موقوفه مشمول قانون اصلاحات ارضی نشود و به قرار معلوم عواملی از دسته‌های منتسب به جبهه ملی نیز در جریان مداخله داشته‌اند. طبق اظهار یک منبع مطلع پس از حوادث دیروز بازار عده‌ای از کارگران و کشاورزان اطراف تهران و فرهنگیان به مقامات رسمی مراجعه نموده و تقاضا کرده‌اند اجازه داده‌شود شخصاً با مخالفین مقابله کنند ولی مقامات انتظامی به ایشان اطلاع داده‌اند که حفظ نظم به عهدهٔ دولت است.

اسدالله علم همان روز در مصاحبه مطبوعاتی گفت:
غائله به تحریک ملاکین مخالف اصلاحات ارضی بوده که به وسیلهٔ یکی از روحانیون به مرحله اجرا درآمده است … دولت قوای مخرب را به شدت سرکوب خواهد کرد…

تظاهرات روز سوم بهمن در قم به زد و خورد انجامید. طلبه‌ها و عده‌ای دیگر فریاد می‌کشیدند ما تابع قرآنیم، رفراندوم نمی‌خواهیم و به سوی صحن حرم فاطمه معصومه می‌رفتند. از سوی دیگر عده‌ای عکس شاه را بالا برده و شعار جاوید شاه می‌دادند. به دنبال دخالت مأموران انتظامی زد و خوردهایی بین تظاهرکنندگان علیه همه‌پرسی و پاسبان‌ها روی داد، جیپ‌های شهربانی به آتش کشیده‌شد و ناچار سربازان دخالت کردند. در مدرسه فیضیه عده‌ای مجروح شدند. نویسنده کتاب نهضت امام خمینی می‌نویسد: "نقل کردند که وقتی خبر حمله پلیس و مأموران انتظامی به مردم و روحانیون و مدرسه فیضیه به خمینی رسید، با وجود آن که از رفتار پلیس با مردم متأثر بود، خوشحال به نظر می‌رسید و چند بار تکرار کرد که:
الحمدالله رژیم خود را رسوا کرد، ماهیت خود را بروز داد، من همین را می‌خواستم.

با وجود این شاه روز ۴ بهمن به قم رفت و سخنرانی ایراد کرد که در آن به شدت به معممین حمله کرد. 
 … همیشه یک عده نفهم که مغز آن‌ها تکان خورده همیشه سنگ در راه ما می‌انداختند زیرا مغز آن‌ها تکان خورده و قابل تکان خوردن نبوده… ارتجاع سیاه اصلاً نمی‌فهمد و از هزار سال پیش تاکنون فکرش تکان نخورده، او فکر می‌کند که زندگی عبارت از این است که چیزی یا مالی به ظلم و بیکاری یا به بطالت یا از این قبیل بدست آورد و غذایی بخورد و سر به بالین بگذارد… ولی مفت‌خوری دیگر از بین رفته است در لوایح ششگانه برای همه فکر مناسبی شده… مقرراتی که امروز وضع کردیم از مقررات سایر ملل اگر جلوتر نباشد عقب‌تر نیست… اما چه کسانی با این مسایل مخالفت می‌کنند؟ ارتجاع سیاه کسان نفهمی که درک ندارند و بد نیت هستند…

### ۶ بهمن ۱۳۴۱

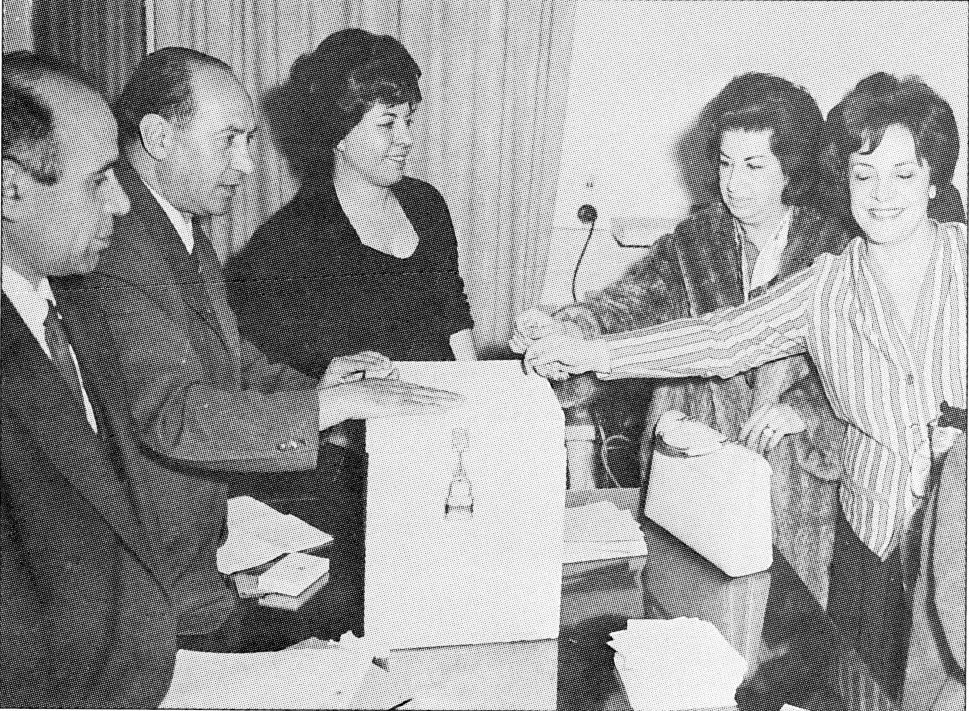
زنان به پای صندوق‌های رای می‌روند ۱۳۴۱

محمدرضا پهلوی روز ششم بهمن ۱۳۴۱ را برای همه‌پرسی دربارهٔ شش اصل انقلاب سفید به اعلام کرد. در این رفراندم با ۵٬۵۹۸٬۷۱۱ رأی موافق و ۴۱۱۵ رأی مخالف انقلاب سفید به تصویب عموم رسید.
عکس‌العمل قم در برابر رفراندم انقلاب سفید فتوای بستن نماز جماعت و وعظ در سراسر ماه رمضان بود. این اعتصاب چند روزی ادامه یافت و سپس به وسیله خوانساری شکسته شد. نخستین عکس‌العمل خمینی بعد از انجام همه‌پرسی نطق او در اجتماع مردم در خانه‌اش به مناسبت عید فطر بود. در این سخنرانی خمینی گفت حتی دو هزار نفر هم در همه‌پرسی شرکت نداشته‌اند:
 … شما آقایان محترم در هر مقامی که هستید با کمال متانت و استقامت، در مقابل کارهای خلاف شرع و قانون این دستگاه بایستید. از این سر نیزه‌های زنگ زده و پوسیده نترسید… دستگاه حاکمه با سر نیزه نمی‌تواند در مقابل خواست یک ملت بزرگ مقاومت کند و دیر یا زود شکست می‌خورد، اکنون هم درمانده و شکست خورده است و روی درماندگی به این بی فرهنگی‌هایی که ملاحظه می‌کنید دست می‌زند. ما میل نداشتیم که کار به این رسوایی‌ها بکشد. چرا شاه مملکت باید اینقدر از ملت جدا باشد که وقتی پیشنهادی می‌دهد با بی اعتنایی و عکس العمل منفی مردم مواجه گردد؟ شاه مملکت باید جوری باشد که وقتی پیشنهاد می‌دهد، درخواستی می‌کند، ملت با جان و دل در انجام آن بکوشند، نه آن که به مقابله برخیزند و رفراندوم شاه در سراسر مملکت بیش از دو هزار نفر به همراه نداشته است.
همچنین سید محمود طالقانی و رهبران نهضت آزادی ایران، مهدی بازرگان و یدالله سحابی با این رفراندم و حکومت مطلقه در مخالفت انقلاب شاه و مردم مخالفت کردند.

### ۸ اسفند ۱۳۴۱
شاه در روز ۸ اسفند در سخنرانی به مناسبت گشایش کنفرانس اقتصادی تهران، دادن حق انتخاب شدن و انتخاب کردن به زنان ایران را به دو اصل از قانون اساسی مشروطه و متمم آن استناد کرد و چنین گفت:
... ضمناً در تشکیل مجلس، اصل دوم، مجلس شورای ملی نماینده قاطبه اهالی مملکت ایران است که در امور معاش و سیاسی وطن خود مشارکت دارند. این است که این آخرین در واقع ننگ اجتماعی ایران را در انتخابات آتیه برطرف خواهیم کرد و قاطبه اهالی این مملکت و هر یک از افراد این مملکت در سرنوشت خودشان و در انتخابات ایران شرکت خواهند کرد و این هم مطابق قانون اساسی مملکت است.

اصل دوم قانون اساسی می‌گوید:
مجلس شورای ملی نماینده قاطبه اهالی مملکت ایران است که در امور معاشی و سیاسی وطن خود مشارکت دارند.
قانون اساسی مشروطه: اهالی مملکت ایران در مقابل قانون دولتی متساوی الحقوق خواهند بود. ماده دهم و یازدهم انتخابات مجلس شورای ملی ایران، محرومان از انتخاب کردن و انتخاب شدن را بدین ترتیب می‌آورد: نسوان و دیوانگان، مجرمان، ورشکستگان به تقصیر، قاتلان و دزدان و مقصرین سیاسی که ضد اساس حکومت ملی و استقلال مملکت قیام و اقدام کرده‌اند.
برخلاف قانون اساسی محمدرضا شاه پهلوی دستور به حذف مواد یازده و دوازده،قانون انتخابات مجلس شورای ملی ۱۳۰۴ را به صورت مستقیم و قبل از تصویب در مجلسین داد. بدین ترتیب زنان ایران حق انتخاب شدن و انتخاب کردن در دو مجلس شورای ملی و سنا را به دست آوردند. و قانون آن در یک سال بعد در مجلس تهیه و به تأیید مجلسین رسید.قانون شرکت بانوان درانتخابات که دارای یک ماده بود در نشست روز ۳۱ فروردین ۱۳۴۳ به تصویب مجلس سنا رسید و در ۱۰ اردیبهشت ۱۳۴۳ به تصویب مجلس شورای ملی به ریاست مهندس عبدالله ریاضی رسید.

### ۱۲ اسفند
در ۱۲ اسفند ۱۳۴۱ هیئت دولت به ریاست اسدالله علم لایحه‌ای به تصویب رسانید که به موجب آن زنان ایران از حق دادن رأی در انتخابات مجلس‌های سنا و شورای ملی و نیز از حق انتخاب شدن در این دو مجلس بهره‌مند شدند.
هیئت وزیران در تصویب این قانون بر پایه دو اصل پیشنهاد و تصویب شد. یکی در مقدمه قانون اساسی مشروطه که " مقرراست که هریک از افراد اهالی مملکت در تصویب و نظارت عمومی محق و سهیم می‌باشد". و دیگر اصل دوم قانون اساسی مشروطه که مجلس شورای ملی نماینده قاطبه اهالی مملکت ایران است که در امور معاشی و سیاسی وطن خود مشارکت دارند"

روحانیون قم اعلامیه‌ای که با ۹ امضاء چاپ شد و به اعلامیه ۹ امضایی معروف شد، نسبت به این نطق شاه عکس‌العمل نشان دادند. امضاء کنندگان عبارت بودند از: مرتضی حسینی لنگرودی، سید احمد زنجانی، محمد حسین طباطبایی، محمد موسوی یزدی، محمدرضا موسوی گلپایگانی، سید کاظم شریعتمداری، روح‌الله موسوی خمینی، هاشم آملی، مرتضی حائری.
اگر سهیم بودن زن‌ها در انتخابات موافق قانون اساسی است تصویب هیئت دولت بی‌مورد است. اگر مغایر با قانون اساسی است مکلف کردن وزیر کشور را که پس از افتتاح مجلسین مجوز قانونی تصویب‌نامه را تحصیل نماید بی‌اساس است. مراد از قاطبه اهالی مملکت، مذکور در اصل دوم، این است که وکیل مجلس، وکیل همه ملت است نه وکیل حوزه انتخابیه خود، اگر در تفسیراصل خلافی باشد به موجب اصل ۲۷ متمم قانون اساسی تفسیر قوانین از مختصات مجلس شورای ملی است و آقایان وزرا حق تفسیر ندارند…

### ۲۳ اسفند
شاه در برابر این اعلامیه در سخنرانی توهین آمیزی در ۲۳ اسفند ۱۳۴۱ در پایگاه وحدتی دزفول چنین گفت:
باز یکی دو هفته‌ای است که همین‌طور که سرمای زمستان دارد کم می‌شود، می‌بینم یا می‌شنوم که مثل مارهای افسرده‌ای و چون اینها در کثافت خودشان غوطه ور هستند باید گفت مثل شپش‌های افسرده‌ای که دارد کم‌کم اشعه آفتاب به آن‌ها می‌خورد مثل این بدبخت‌ها فکر می‌کنند. بله موقع خزیدن در کثافت خودشان دو مرتبه رسیده است. این عناصر فرومایه اگر ازخواب غفلت بیدار نشوند چنان مثل صاعقه مشت عدالت در هر لباسی که باشند بر سر آن‌ها کوفته خواهد شد که شاید به آن زندگی ننگین و کثافت شان خاتمه داده شود.

خمینی اعلامیه شدیدالحنی با عنوان روحانیت امسال عید ندارد منتشر کرد:
بسم الله الرحمن الرحیم
خدمت ذی شرافت حضرات علما اعلام و حجج اسلام دامت برکاتهم اعظم الله تعالی اجورکم

چنانچه اطلاع دارید دستگاه حاکمه می‌خواهد با تمام کوشش به هدم احکام ضروریه اسلام قیام و به دنبال آن مطالبی است که اسلام را به خطر می‌اندازد… دستگاه حاکمه ایران به احکام مقدسه اسلام تجاوز کرد و به احکام مسلمهٔ قران قصد تجاوز دارد. نوامیس مسلمین در شرف هتک است و دستگاه جابر با تصویب‌نامه‌های خلاف شرع و قانون اساسی می‌خواهد زن‌های عفیف را ننگین و ملت ایران را سرافکنده کند… دستگاه جابر در نظر دارد تساوی حقوق زن و مرد را تصویب و اجرا کند یعنی احکام ضروریه اسلام و قران را زیر پا بگذارد، یعنی دخترهای هیجده ساله را به نظام اجباری ببرد و به سربازخانه‌ها بکشد یعنی دخترهای جوان و عفیف مسلمان را به مراکز فحشا ببرد. من این عید را برای جامعه مسلمین عزا اعلام می‌کنم … من به دستگاه جابر اعلام خطر می‌کنم… لذا اینجانب عید نوروز را به عنوان عزا و تسلیت به امام عصر عجل الله تعالی فرجه جلوس می‌کنم و به مردم اعلام خطر می‌نمایم. متمنی است حضرات آقایان نیز همین رویه را اتخاذ فرمایند تا ملت مسلمان از مصیبت‌های وارده بر اسلام و مسلمین اطلاع حاصل نمایند. والسلام علیکم و رحمت‌الله و برکاته روح‌الله الموسوی الخمینی

## رویداد مدرسه فیضیه

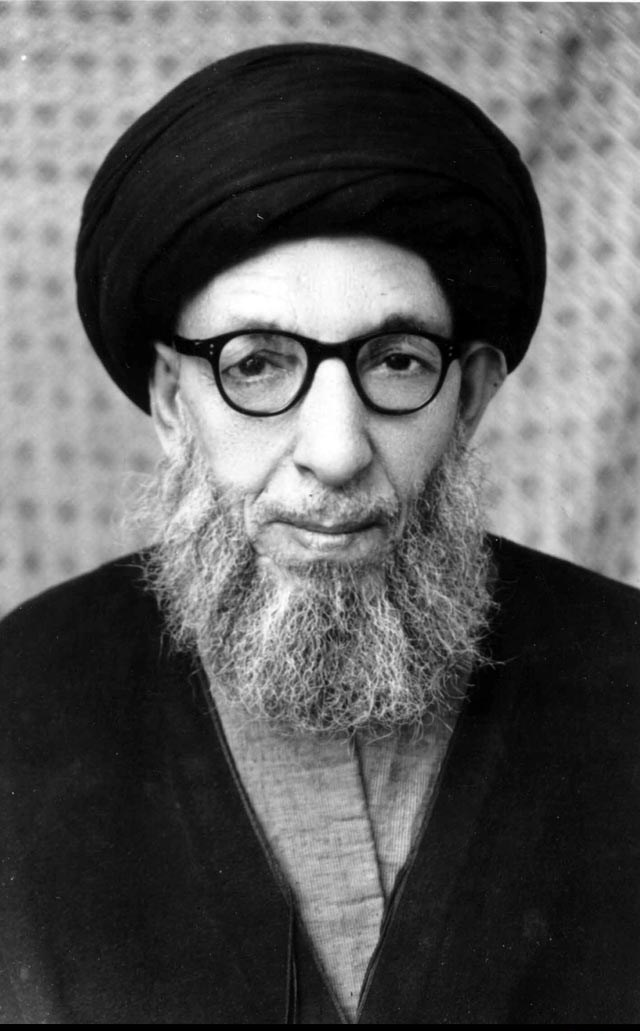
سید محسن حکیم از مراجع وقت نجف

دوم فروردین پس از نیمروز، مجلس روضه خوانی در مدرسه فیضیه برپا شده بود و واعظان در توضیح و تفسیر بیانیه خمینی به بحث پرداخته و به شاه و دولت حمله کردند. کامیون‌های نظامی مقابل مدرسه متوقف بودند و جمعیتی نیز برای اخلال حضور داشتند که با فرستادن صلوات بی موقع صحبت واعظان را قطع می‌کردند. تا این که بین طلاب و صلوات فرستندگان که هر دو طرف به سنگ و چوب و چماق مسلح بودند زد و خورد شدیدی درگرفت و ناچار از مأموران انتظامی بیرون از مدرسه کمک خواسته شد و به ضرب و خون‌ریزی کشید.

خمینی که پیش‌بینی می‌کرد که در آن روز در روضه خوانی‌ها زد و خورد بشود در زمان پیش آمدن واقعه فیضیه در مدرسه نبود. او ضمن سخنرانی کوتاهی گفت:
 دستگاه جبار با دست زدن به این فاجعه شکست و نابودی خود را حتمی ساخت، ما پیروز شدیم. ما از خدا می‌خواستیم که این دستگاه ماهیت خود را بروز دهد و خود را رسوا کند…

در تلگراف‌هایی که خمینی متعاقب آن واقعه به روحانیون تهران و نیز سید محسن حکیم در نجف مخابره کرد به شرح واقعه پرداخته از کشته شدن کسی سخنی به میان نیاورده است.
... در ظرف یکی دو ساعت تمام مدرسه فیضیه را با وضع فجیعی در محضر بیست هزار مسلمان غارت نمودند و درهای تمام حجرات و شیشه‌ها را شکستند. طلاب از ترس جان، خود را از پشت بام به زمین افکندند. دستها و سرها شکسته شد. عمامه طلاب و سادات، ذریه پیغمبر را جمع نموده آتش زدند. بچه‌های شانزده ساله را از پشت بام پرت کردند. کتاب‌ها و قرآنها را چنانچه گفته شد پاره‌پاره کردند…
به هر روی خمینی حداکثر استفاده را از واقعه مدرسه فیضیه قم برد. از این تاریخ و با شروع محرم خمینی، شاگردانش را به نقاط زیر اعزام کرد سید علی خامنه‌ای را به بیرجند، محمد جواد باهنر را به همدان، ربانی املشی را به کاشان و سید محمود دعایی. او رهنمودی به آن‌ها و دیگر وعاظ و مبلغین برای سخنرانی‌هایشان در دههٔ نخست ماه محرم داد که روی سه نکته پافشاری کنند: نخست اسلام در خطر است، دوم خطر بر اسلام کمتر از خطر بنی امیه نیست و سوم خطر اسراییل و عمال آنان. هم چنین از روز هفتم محرم ماجرای فیضیه را در لابلای ذکر مصیبت بگویند و از امام حسین و از واقعه فیضیه یاد نمایند.
پس از این واقعه دولت در هفته اول اردیبهشت اعلامیه‌ای به نام اعلامیه سازمان زنان ایران منتشر کرد و نیز تصمیمی برای اعزام طلاب و معممین به خدمت نظام وظیفه گرفته شد. عده‌ای از معممین از جمله اکبر هاشمی رفسنجانی به سربازی احضار شد.

### ۵ خرداد
شاه در سخنرانی خود هنگام سفرش به کرمان در روز ۵ خرداد گفت: دو دسته هستند که در جریان اصلاحات ارضی مخالفند. یکی مرتجعین سیاه و دیگری خائنین سرخ. شاه هم چنین گفت که از زمان انقلاب مشروطیت تا به حال عده‌ای روحانی تحت فرمان یک دولت خارجی عمل کرده‌اند و هنوز مشغول طرح و برنامه هستند و افزود که وی از ارتجاع سیاه بیش از ارتجاع سرخ متنفراست.

## مبارزه برای آزادی سید روح‌الله خمینی

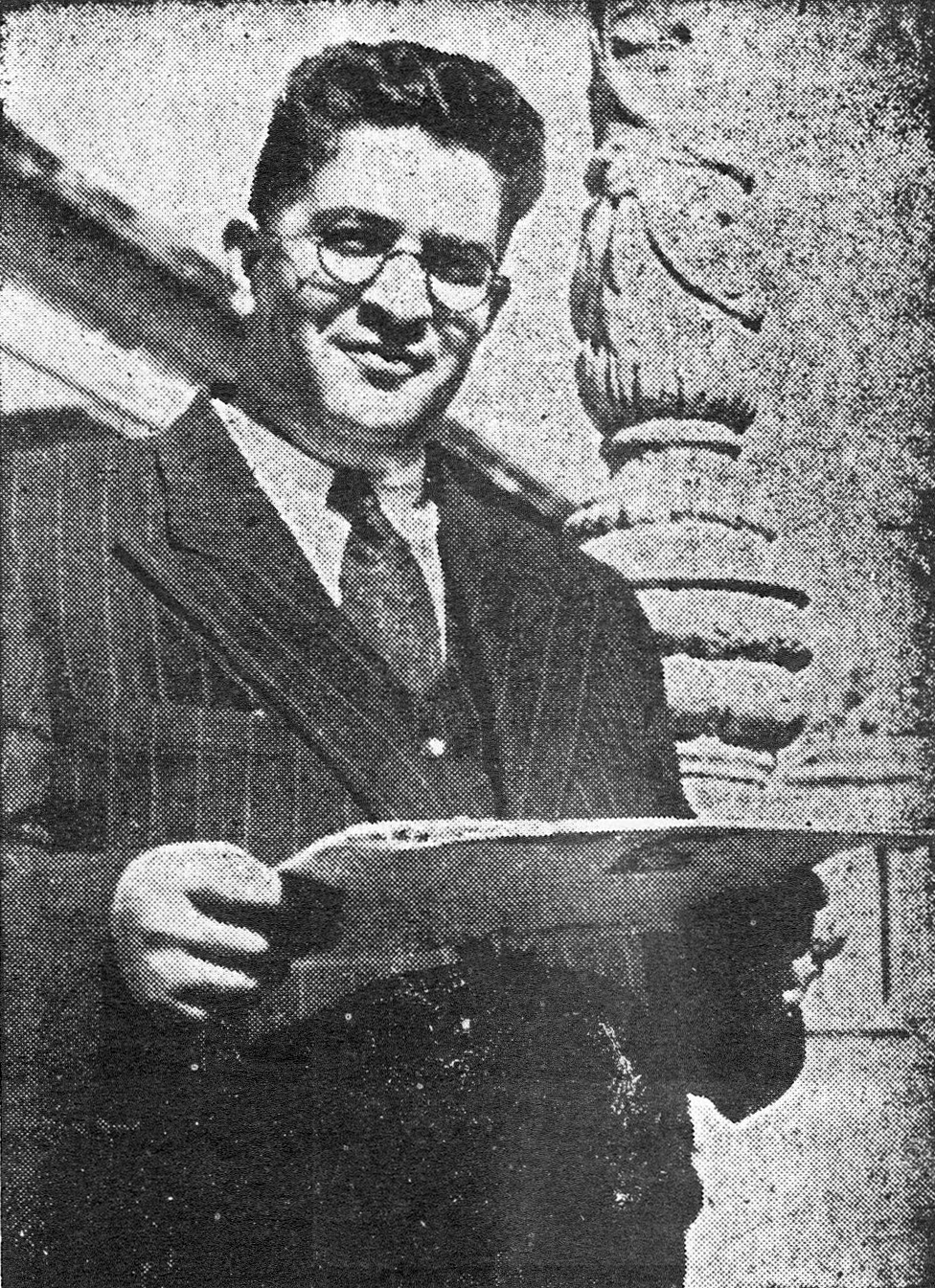
مظفر بقایی کرمانی

۱۵ تیر ۱۳۴۲ حزب زحمت کشان ملت ایران با امضای مظفر بقایی کرمانی نامه سرگشاده ایی به عنوان آیات عظام چاپ کرد که در آن گفته بود:
... آقای علم با مشغول داشتن مقامات روحانی به مذاکرات و ملاقات‌ها، قصد دارد فرصت کافی بدست آورد و به‌طور غافلگیرانه ایی آقای خمینی را در محکمهٔ سری محاکمه و محکوم نماید تا روحانیون را وادار به استدعای عفو کند و یک درجه تخفیف مجازات او را، وجه المصالحهٔ خون‌های ریخته شده قراردهد و انتخاب مجلس را با توسل به کارت الکترال بی حساب و رای‌های ممهور انجام دهد… حزب زحمتکشان ملت ایران با مطالعه فتوای شجاعانه و عمیق حضرت آیت‌الله خمینی به این مضمون که تقیه حرام است تشخیص داد که شخص ایشان صلاحیت کامل مقام ریاست تامه شیعیان جهان را احراز کرده‌اند…
مظفر بقایی نظر خود را در این نامه روشن نمود و روحانیونی را که با نظر وی مخالف بودند زیر فشار گذاشت، او نوشت
حضرت آیت‌الله خمینی به عنوان عالیترین مرجع تقلید و شخص اول روحانیت به تمام مراجع داخلی و خارجی رسماً و بدون ابهام معرفی گردد.

در جزوه چاپ شده از سوی حزب زحمتکشان بقایی نوشته است
عده ایی استفاده جو و بادمجان دور قاب چین بدون توجه به سعه صدر و مراتب فضل و زهد و تقوای دو سه نفر از اشخاص صاحب مقام در صدد برآمده‌اند که تحت تأثیر القائات مستقیم وانمود سازند که اگر حضرت آیت‌الله خمینی در این جریانات شکست بخورد، مقام مرجعیت کل نصیب آن دو سه نفر خواهند شد با چنین احتمالی این عده استفاده‌جو سخت در تلاش هستند که در صدد ایجاد حس رقابت بین مقاماتی که در مظان احراز چنین مقامی هستند، برآیند. غافل از اینکه آن شخصیت‌های عالیقدر وارسته و پاک نهاد متوجه چنین نقشه‌های شیطانی می‌باشند و ایشان بهتر می‌دانند که اگر آن نقشه عملی شود دیگر دینی باقی نخواهد ماند تا مرجعی داشته باشند که مقام مرجعیت کل را احراز نمایند.

### تأیید مرجعیت
پس از گفتگوهای فراوان و پیام‌های تلفنی یا حضوری بین مظفر بقایی کرمانی با واسطه‌هایی که با آیات عظام مذاکره می‌کردند، سرانجام قرار شد که سؤالی به عنوان استفتا دربارهٔ مقام علمی خمینی از آیات عظام به عمل آید و آن‌ها در پاسخ تأیید کنند که خمینی یکی از مراجع تقلید می‌باشد. متن کامل سؤال و جواب‌ها در صفحات ۳۶ تا ۴۰، جزوه شکست نخستین توطئه علیه آیت‌الله العظمی خمینی و نهضت اسلامی ایران درج شده است
۱۵ تیر ۱۳۴۲ سید محمدهادی میلانی ساکن مشهد، خمینی را از مراجع تقلید شناخت. ۱۶ تیر سید شهاب‌الدین مرعشی نجفی و کاظم شریعتمداری هم مرجعیت او را تأیید کردند.

### ادعای مصونیت قانونی علمای طراز اول شیعه
در ۵ مرداد ۱۳۴۲ گلپایگانی و میلانی و شریعتمداری فتوای مشترکی صادر کردند و از اصل دوم متمم قانون اساسی مشروطه، تفسیری در فتوای خود نوشتند.
مطابق مفهوم اصل دوم متمم قانون اساسی علما طراز اول مصونیت داشته و حبس و توقیف و تبعید آنان مخالف قانون است زیرا که علما طراز اول در قوانینی که از مجلسین بگذرد (از نظر موافقت یا مخالفت با شرع) حق رد و قبول دارند و بنابراین در مقامی فوق مجلس قرار گرفته و حاکم بر هیئت قانونگذاران می‌باشند. در حالی که وقتی کلاً یا هیت مقننه مصونیت داشته باشند آیا ممکن است حکام شرع که قانوناً حاکم بر مجلسین هستند مصون نباشند؟

## آزادی خمینی
در روز ۱۱ مرداد ۱۳۴۲ سرلشکر حسن پاکروان رئیس سازمان اطلاعات و امنیت کشور، به دیدار روح‌الله خمینی در پادگان عشرت آباد رفت و به وی اعلام داشت که او آزاد است. همان روز روح‌الله خمینی، قمی و محلاتی از زندان به ویلایی درمنطقه داودیه تهران منتقل شدند و مردم گروه گروه برای دیدن آن‌ها آمدند. مدت کوتاهی پس از آن، سازمان اطلاعات و امنیت کشور به آقایان اطلاع داد که می‌توانند به خانه‌های مورد نظر خودشان بروند. روح‌الله خمینی به خانه یکی از بازاریان به نام روغنی در قیطریه رفت، قمی خانه‌ای در زرگنده و محلاتی خانه‌ای در قلهک اجاره کردند.

## تأثیرات

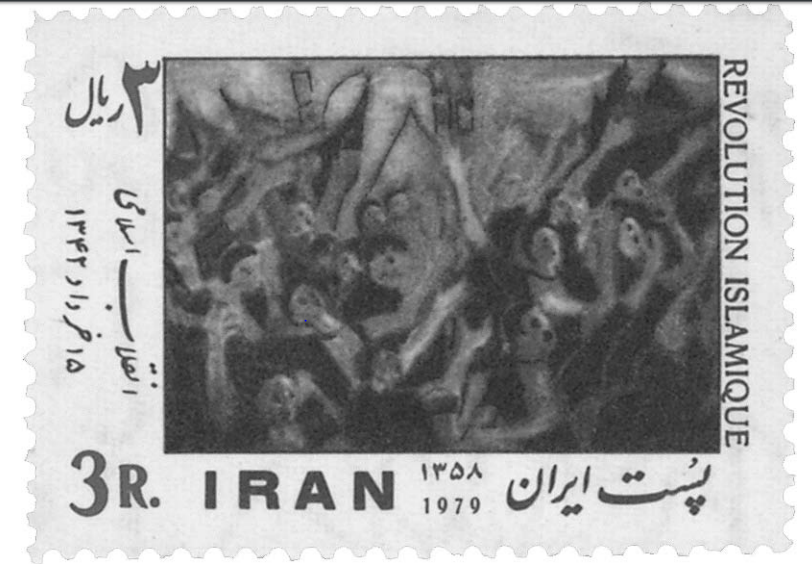
تمبر یادبود حادثه تظاهرات ۱۵ خرداد که در سال ۱۳۵۸ توسط شرکت پست ایران منتشر شده است.

برخی قیام ۱۵ خرداد را سرآغاز انقلاب ۱۳۵۷ ایران می‌دانند. در مقدمهٔ قانون اساسی جمهوری اسلامی آمده: «اعتراض در هم کوبنده امام خمینی به توطئه آمریکایی «انقلاب سفید» که گامی در جهت تثبیت پایه‌های حکومت و تحکیم وابستگی‌های سیاسی، فرهنگی و اقتصادی ایران به امپریالیزم جهانی بود عامل حرکت یکپارچه ملت گشت و متعاقب آن انقلاب عظیم و خونبار امت اسلامی در خرداد ۴۲ که در حقیقت نقطه آغاز شکوفایی این قیام شکوهمند و گسترده بود مرکزیت امام را به عنوان رهبری اسلامی تثبیت و مستحکم نمود و علی‌رغم تبعید ایشان از ایران در پی اعتراض به قانون ننگین کاپیتولاسیون (مصونیت مستشاران آمریکایی) پیوند مستحکم امت با امام همچنان استمرار یافت و ملت مسلمان و به ویژه روشنفکران متعهد و روحانیت مبارز راه خود را در میان تبعید و زندان، شکنجه و اعدام ادامه دادند.»